# Edler

Corona araldica di Edler, con cinque perle visibili

Edler (in tedesco: [ˈEːdlɐ]) era fino al 1919 il grado più basso di nobiltà nell'Impero austro-ungarico e in Germania, appena sotto un Ritter (cavaliere ereditario), ma al di sopra dei nobili senza titolo, che usavano solo la particella nobiliare von prima del loro cognome. Era per lo più dato a funzionari pubblici e ufficiali superiori, nonché a coloro ai quali era stato conferito il grado inferiore di un Ordine. Il sostantivo Edler deriva dall'aggettivo edel ("nobile"), e tradotto letteralmente significa "nobile (persona)". In conformità con le regole della grammatica tedesca, la parola può anche apparire come Edle, Edlem o Edlen secondo il caso, genere e numero.
In origine, dal Medioevo, sotto il sistema feudale (in Europa e altrove), i nobili erano generalmente coloro che detenevano un feudo, spesso sotto forma di terra ereditaria lavorata dai vassalli. Per preservare la pratica di denominazione feudale, anche nei casi in cui i burocrati di alto rango ricevettero brevetti di nobiltà per lungo servizio e/o merito, come nel XVIII, XIX e inizio del XX secolo (vedi nobiltà di toga), l'antica pratica di denotare un nobile con una designazione territoriale è stata continuata per un senso di tradizione.
Così, i nobili senza terra furono creati con la formula Edler von XYZ: o il cognome o un nome di luogo seguivano la preposizione tedesca von, che, in questo contesto, veniva presa per denotare nobiltà. La traduzione inglese di questo è normalmente Noble of XYZ. Frequentemente, la particella nobiliare von (in italiano "di" o, più comunemente, il francese particule de noblesse 'de', che significa la stessa cosa), era rappresentata semplicemente dall'abbreviazione v. per specificare che veniva usata per denotare un membro della nobiltà, e non semplicemente come l'ordinaria preposizione in lingua tedesca von.
Un esempio del nome e del titolo di una persona del genere è Josef Draginda, Edler v. Draginda. Sua moglie sarebbe stata, ad esempio, Johanna Draginda, Edle v. Draginda. Un altro esempio è il generale austro-ungarico Viktor Weber Edler von Webenau, che firmò l'armistizio di Villa Giusti tra l'Impero austro-ungarico e l' Intesa alla fine della prima guerra mondiale.
La moglie e le figlie di un Edler si chiamavano Edle.
In ceco questo titolo è tradotto e usato come šlechtic z.

## Uso moderno nei cognomi tedeschi e nell'ordinamento alfabetico
Il titolo Edler fu bandito in Austria con l' abolizione della nobiltà austriaca nel 1919. In Germania, quando la nobiltà tedesca fu privata dei suoi privilegi ai sensi dell'articolo 109 della Costituzione di Weimar, nel 1919, il titolo fu trasformato in una parte dipendente del cognome legale.
Da quel momento, i termini Edle, Edler von ecc. non devono essere tradotti, poiché hanno perso il loro status di titolo nobiliare. Questi termini ora appaiono dopo il nome, ad es Wolfgang Gans Edler Herr zu Putlitz. Come parti dipendenti dei cognomi (nichtselbständige Namensbestandteile), i termini Edle, Edler von ecc. sono ignorati nell'ordinamento alfabetico dei nomi, così come l'eventuale particella di nobiltà, e potrebbero o non potrebbero essere usati da coloro che li portano. I titoli non ufficiali, tuttavia, mantengono prestigio in alcuni ambienti della società.